# Internationale luchthaven Zhengzhou Xinzheng
De internationale luchthaven Zhengzhou Xinzheng (vereenvoudigd Chinees: 郑州新郑国际机场, traditioneel Chinees: 鄭州新鄭國際機場, pinyin: Zhèngzhōu Xīnzhèng Guójì Jīchǎng, Engels: Zhengzhou Xinzheng International Airport), (IATA: CGO, ICAO: ZHCC), is het vliegveld van de Chinese provinciehoofdstad Zhengzhou. Het vliegveld ligt 37 kilometer ten zuidoosten van het centrum, in Xinzheng, op zich ook een stadsarrondissement met 600.000 inwoners. Het vliegveld bedient Zhengzhou, de provincie Henan en het hele Zhongyuan-gebied.
Tot de opening van deze luchthaven, op 28 augustus 1997, had Zhengzhou van 1956 tot 1997 een andere luchthaven, Dongjiao. Deze werd na de ingebruikname van Xinzheng afgebroken. De IATA-code van de luchthaven verwijst naar Chengchow, de oude romanisatie of adaptatie in Latijns alfabet van de stadsnaam.
Het vliegveld is een belangrijke hub voor de Luxemburgse cargomaatschappij Cargolux en een focusstad voor China Southern Airlines, Shenzhen Airlines, West Air, Lucky Air en Donghai Airlines. Tot de herstructurering in 2010 van Henan Airlines was het de thuisluchthaven van deze maatschappij. In 2017 was het de op 12 na drukste luchthaven van China naar passagiersvolume met 24.299.073 passagiers. Het was de op zes na drukste cargoluchthaven van China.
De Chengjiao metrolijn van de metro van Zhengzhou verbindt de luchthaven met het stadscentrum.